# ساندویچ باز

دو ساندویچ اسکاندیناوی باز در یک کافه تریا در نروژ

ساندویچ باز از یک تکه نان با یک یا چند لایه مواد غذایی بر رویش تشکیل می‌شود. برای تهیه این ساندویچ یک تکه تست یا نان تازه به کار می‌رود که مواد غذایی مختلفی مانند کره، پاته، پنیر، انواع مختلف کالباس از قبیل رست بیف، بوقلمون، ژامبون، بیکن، سالامی، زبان گاو، مورتادلا، هد چیز یا سوسیسهایی از قبیل بیروارست یا کابوناس، و سبزیجاتی از قبیل فلفل، گوجه فرنگی، تربچه، پیازچه و خیار بر رویش قرار می‌گیرد.

## نگارخانه

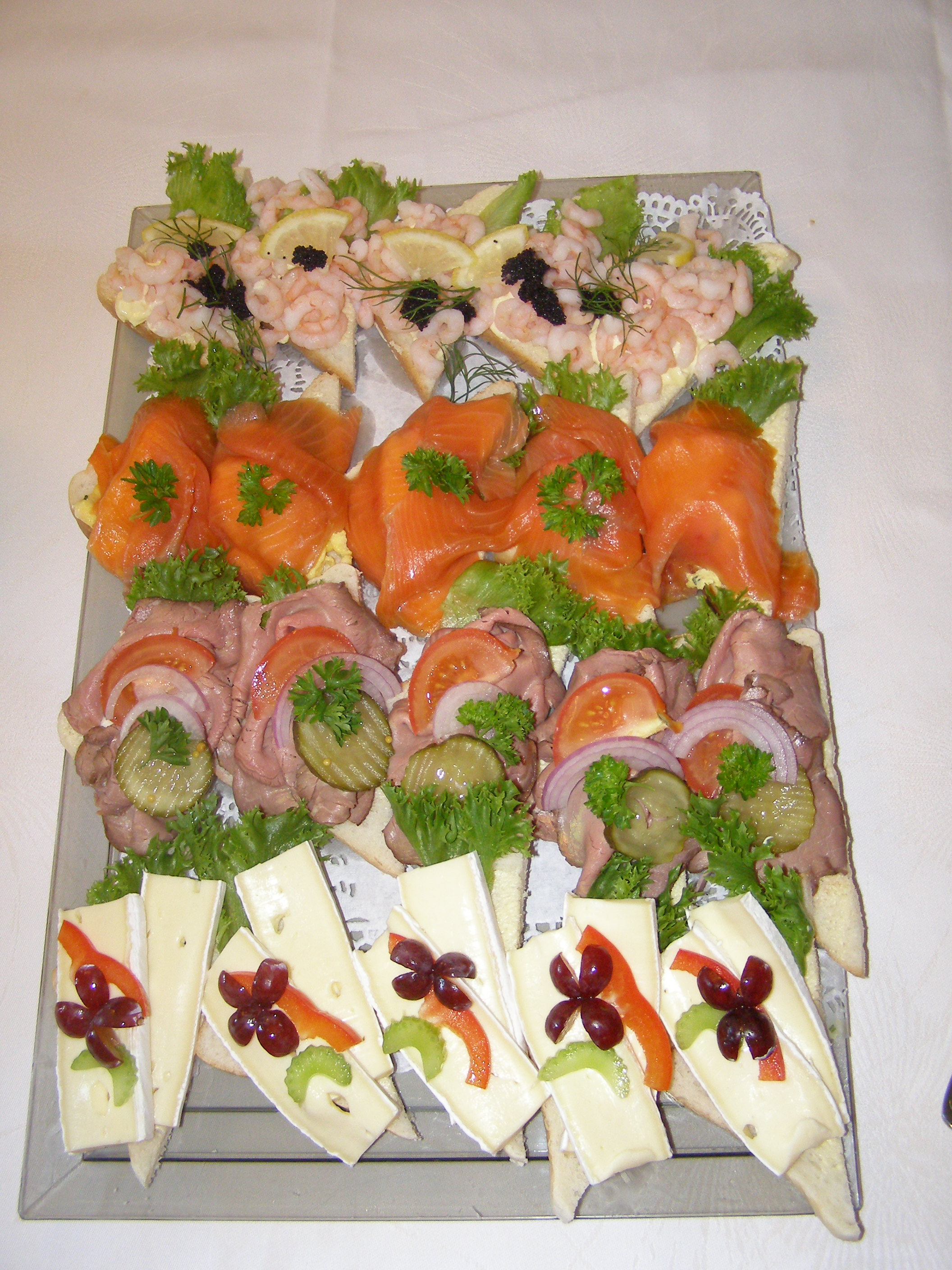
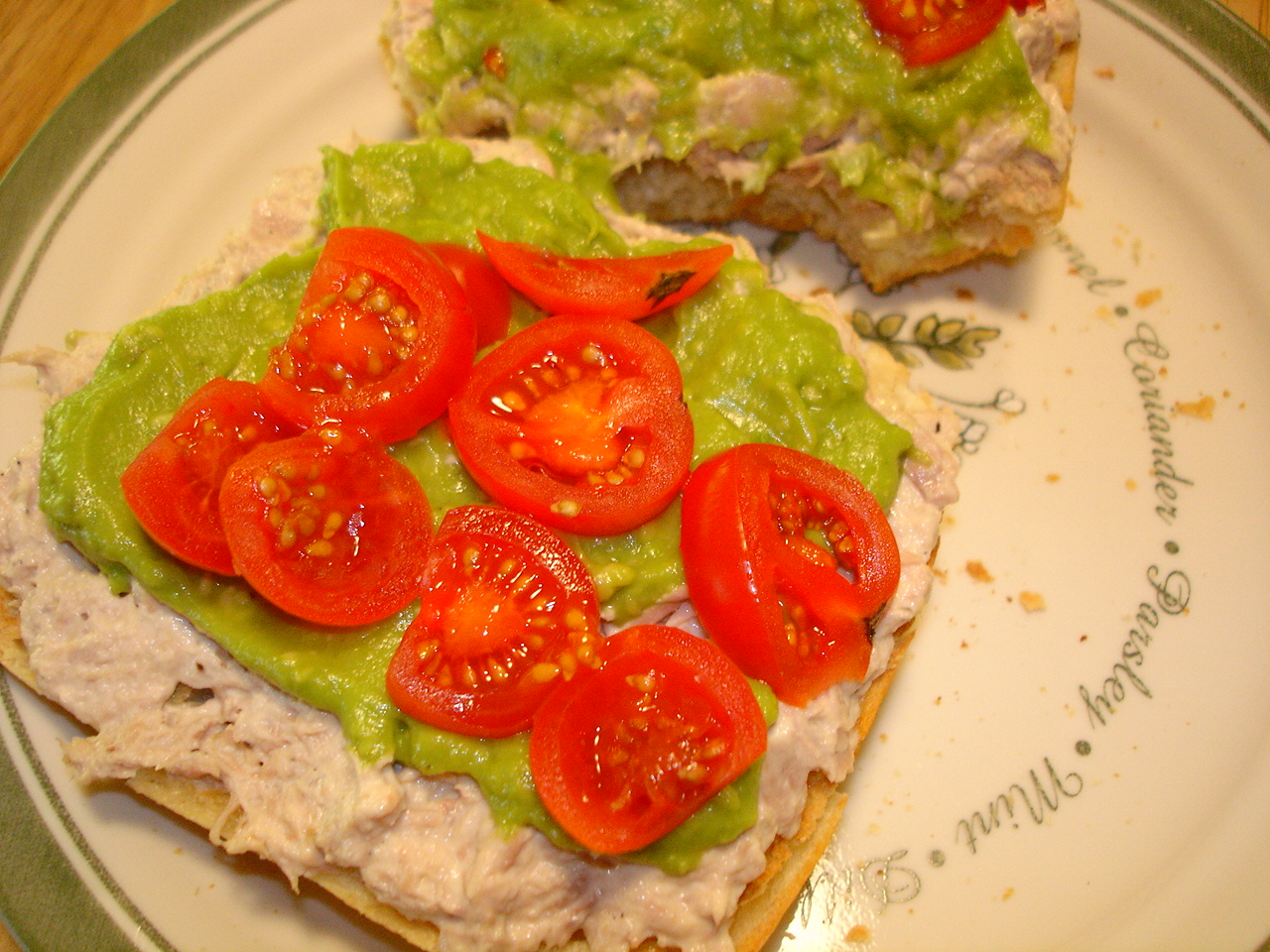
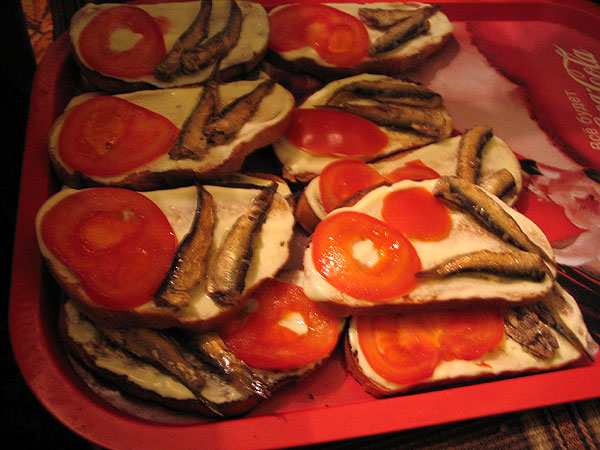
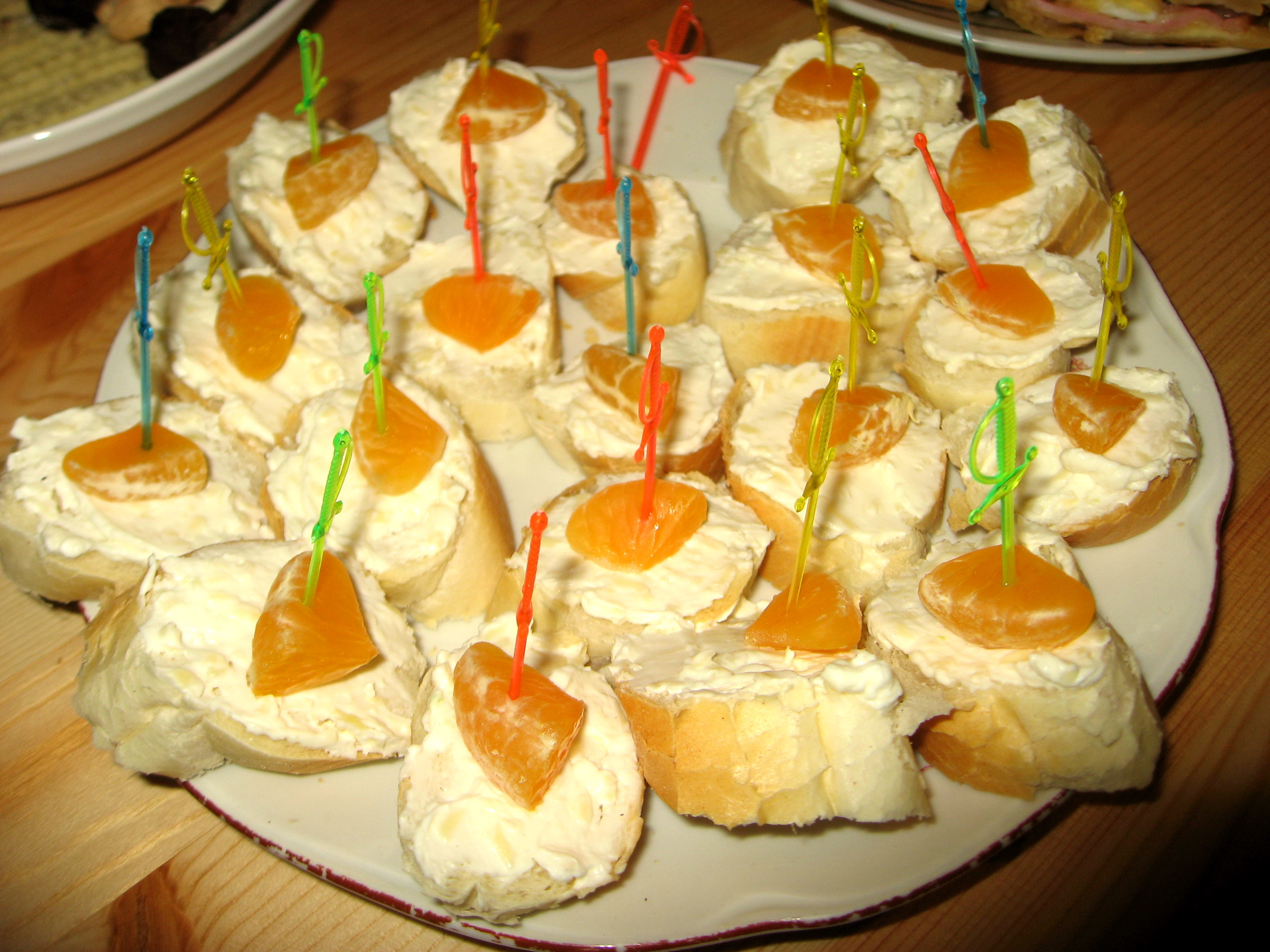
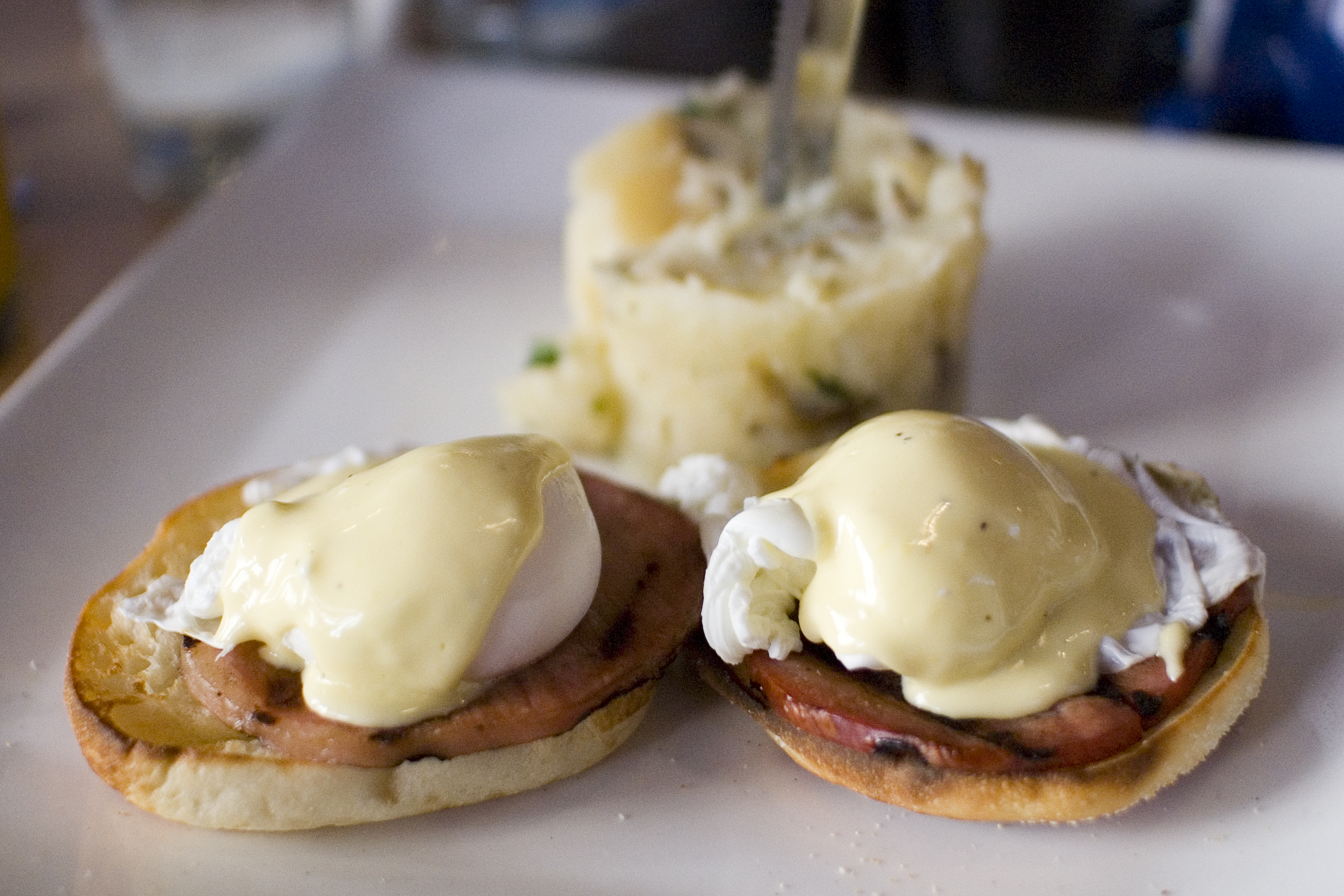
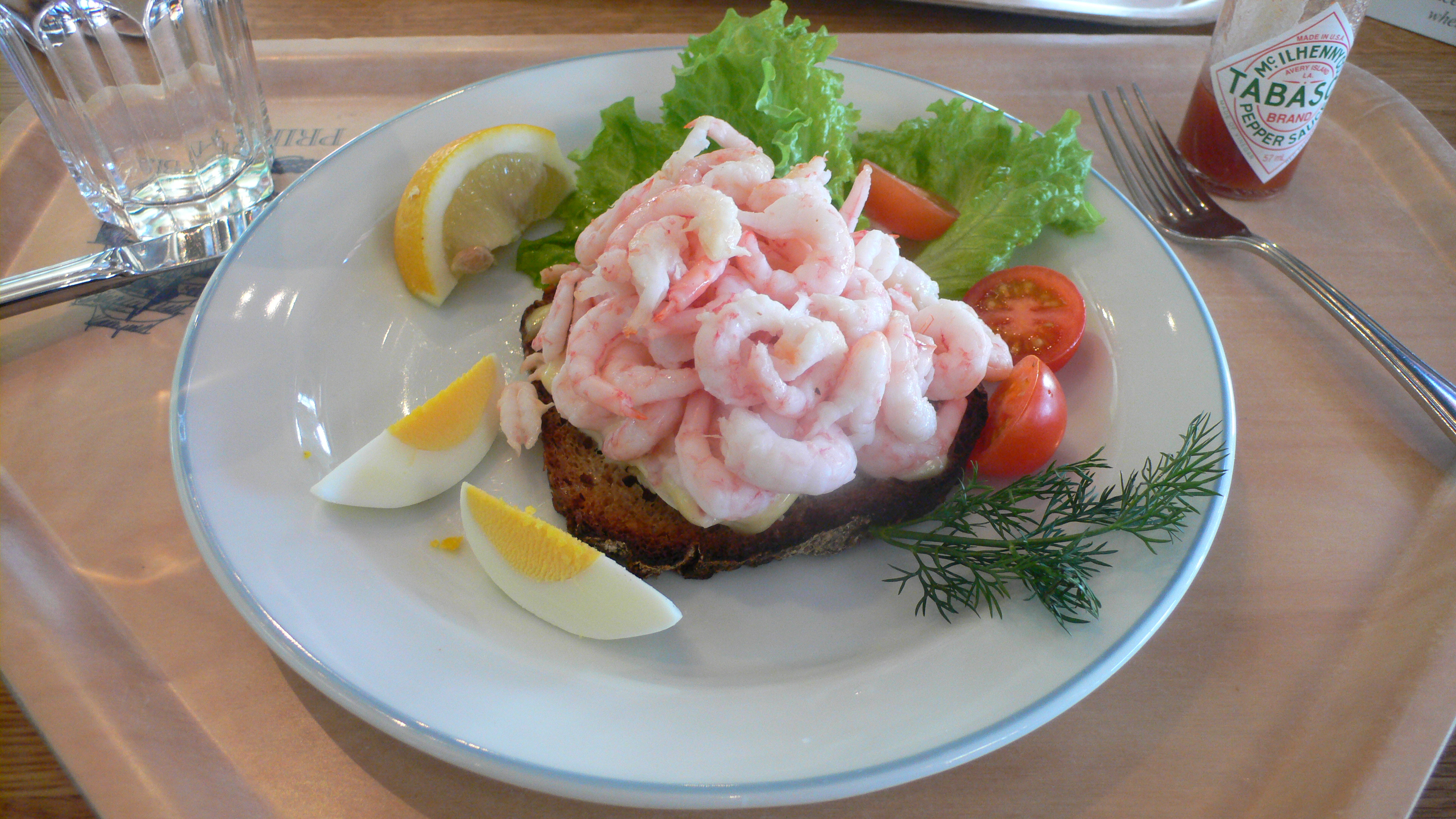
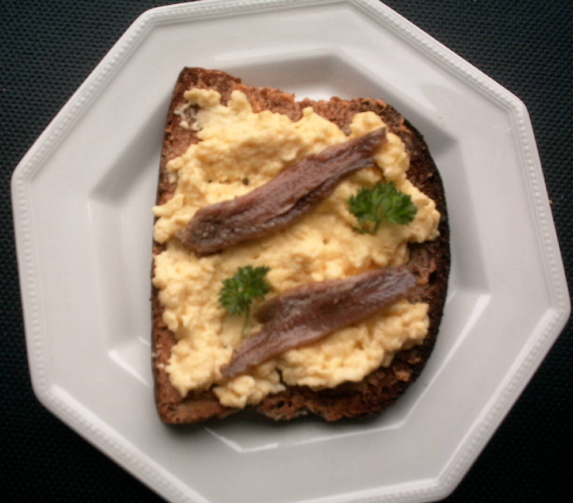
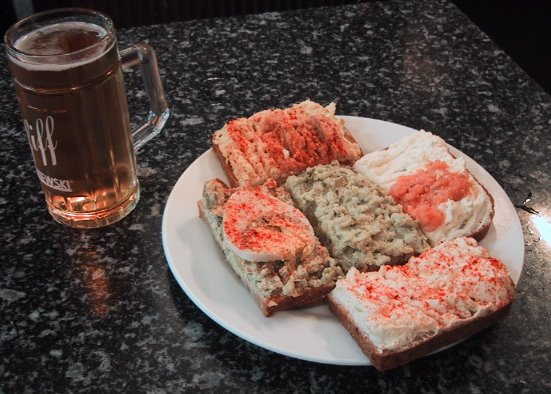